# Gyűrűsférgek
A gyűrűsférgek (Annelida) a kétoldali szimmetriájú állatok (Bilateria) közé sorolt ősszájúak (Protostomia) egyik törzse.

## Származásuk, elterjedésük
A gyűrűsférgek az ősi laposférgekből alakultak ki a kambriumi robbanás idején. Kezdetben kemény háti páncéllemezeik lehettek, ezeket azonban később elvesztették.

## Megjelenésük, felépítésük
Testükben már az ektoderma (külső csíralemez) és az endoderma (belső csíralemez) közé szelvényesen benőtt egy harmadik csíralamez, a mezoderma (középső csíralemez). E szelvények közt alakult ki a másodlagos testüreg. Kialakult két nyílás (a száj- és a végbélnyílás). Ezek az állatok homonóm módon szelvényezettek, tehát szelvényeik felépítése és funkciója szinte teljesen azonos.
A testfolyadékot az erek szállítják zárt keringési rendszerben (a vér zárt csőrendszerben folyik). Nincs szíve. A háti érben előre áramlik a folyadék, a hasi érben hátra, a haránterekben lefelé. Az első két-három harántér pumpálja a vért, ez az állat „szíve”. Több funkciója is van; tápanyagot, légzési gázokat szállít diffúzióval és az immunvédekezésben is jelentős szerepet játszik. A gilisztáknak nincsenek vörösvérsejtjeik, de vérük hemoglobint ugyanúgy tartalmaz, mint az ember vére, ezért piros színű.
Idegrendszere hasdúclánc-idegrendszer. Idegsejtjei csoportosulnak, 2 darab dúc van egy szelvényben a hasi oldalon. Érzékszerveik egyszerűek, pár támasztósejtből és receptorból állnak, érzékszőrrel érintkeznek a külvilággal. Ezek mellett szabad idegvégződések is találhatóak az epidermiszben. Fényérzékeny sejtjeik pigmentkehely típusúak, a fény intenzitását és irányát érzékelik, a testfelszínen elszórtan helyezkednek el, de a testvégeken sűrűbben fordulnak elő. A feji végen (elkülönült fej nincs, de ún. „fejszelvény”, és azon „fejlebeny” megtalálható) kemo- és mechanoreceptorok csoportosulnak.

### Anyagszállítás és kiválasztás
Kiválasztószervei kezdetleges vesécskék, minden szelvényben van egy pár belőlük. A kiválasztás két szakaszból áll: szűrés és visszaszívás. A testüregből a szűrés során bejutnak a vesécskébe a víz, ionok és a bomlástermékek (ám a fehérjék már nem képesek átjutni és a nagyobb molekulák). Ezek a vesécskék végén lévő csillós tölcséren át jutnak be. Ezután az elvezető csatornába kerülnek, ahol megkezdődik a visszaszívás, vagyis az állat visszaszívja, amire még szüksége van. A többi anyag kikerül a külvilágba.

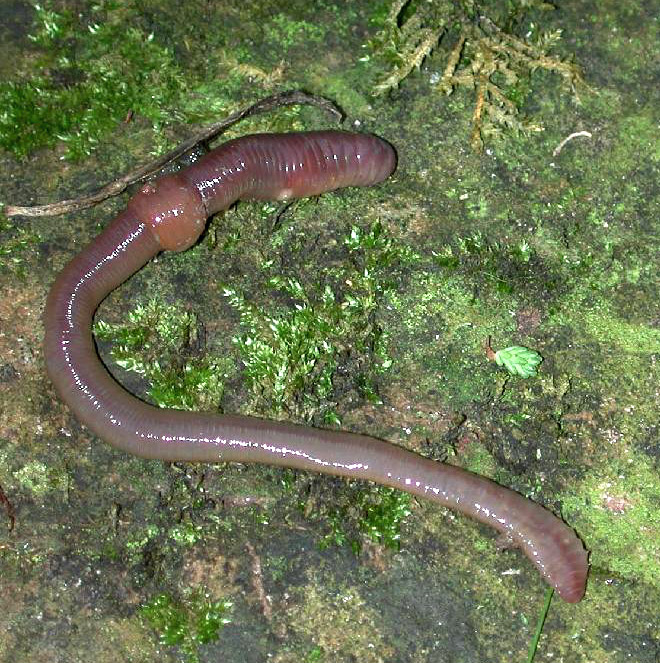
Közönséges földigiliszta (Lumbricus terrestris)

A bélcsatornája 3 szakaszos. Az előbél részei: szájnyílás, szájüreg, garat, nyelőcső, begy (itt puhul és raktározódik a táplálék), gyomor (itt aprítódik a táplálék). A középbélben emésztő enzimek feldarabolják a táplálékot, egy része a vérbe elvezetődik. Az utóbél része a végbélnyílás, itt távozik a táplálék az állatból.

### Légzés
Bőrlégzéssel lélegeznek (diffúz légzés) vagyis a bőrön át jut be testükbe az oxigén, a légzési gázokat a vér szállítja.

### Szaporodás
A kevéssertéjű gyűrűsférgek szaporodása lehet ivaros és ivartalan. Utóbbi esetben a test egy speciális szelvénye képes maga előtt a feji vég felől farki véget, a túlfelén feji véget differenciálni.
A kevéssertéjű gyűrűsférgek hímnős állatok. Az ivaros szaporodás a törzsben nagyon változatos.
A női ivarszerv részei: páros petefészek – csillós tölcsér – petevezető, ondótartály.
A hím ivarszerv részei: 2 pár here – 3 pár ondóhólyag – csillós tölcsér – 2 pár kivezető cső – egy ondóvezetőben egyesülnek. (herék az ondóhólyagokban)
Az ivarnyílások a hasoldalon vannak, körülöttük speciális ivarserték lehetnek.
Kölcsönös megtermékenyítés jellemző. Ilyenkor egymás ondótartályába ürítik spermiumaikat.
A nyereg mirigyhámsejtjei által termelt váladékgyűrűben megy végbe a megtermékenyítés – az állat ebből kihátrál, először a petesejteket, majd az idegen ondót üríti ebbe a váladékgyűrűbe. Ahogy a feji vég elhagyja a gyűrűt, az bezárul, és petecsomóvá (kokonná) szilárdul. Fejlődésük közvetlen, első táplálékuk a kokon anyaga.
Sérülés esetén a feji vég 2-8 szelvényét, a farki vég ennél is több szelvényét pótolhatják.
Az állat perisztaltikusan mozog (féregmozgás). A sertékkel rögzítve magát hosszanti és körkörös izmait váltakozva megfeszítve képes ilyen mozgásra. Az állat külsején hámszövetek találhatóak (egyrétegű hengerhám).
A közönséges földigiliszta fontos szerepet játszik a talaj porhanyósításában, átszellőzésének javításában (kedvezőtlen anaerob bomlási folyamatok, jelentős szervesanyag-veszteség elkerülése), a növényi maradványok bontásában. Mészmirigyük a táplálék Ca-tartalmát kristályokban választja ki (amik járataik falát szilárdítják), ezáltal kedvezően befolyásolják a talaj-ph-t. A kevéssertéjű gyűrűsférgek közé tartozik.
Egyéb ismertebb gyűrűsférgek között említhető az orvosi pióca (Hirudo medicinalis) és díszhaleleségként tenyésztett közönséges csővájóféreg (Tubifex tubifex), illetve az étkezési célra is felhasznált, sőt egyes ázsiai vidékeken ilyen célból ugyancsak tenyésztett koreai péniszhal (Urechis unicinctus).

## Rendszertani felosztásuk
Egy korábbi osztályozásuk (Dudich-Loksa-féle gyűrűsféreg-rendszer):
- altörzs: Előgyűrűsférgek (Priapulida)
  - osztály: Ógyűrűsférgek
    - rend: Lábatlanok
    - rend: Csonklábúak
- altörzs: Színgyűrűsférgek (Euannelida)
  - osztály: Soksertéjűek (Polychaeta)
    - öregrend: Szabadon élők
    - öregrend: Csőlakók

  - osztály: Kevéssertéjűek (Oligochaeta)
    - rend: Földigiliszták (Lumbricidae)
- altörzs: Módosult gyűrűsférgek (Metannelida)
  - osztály: Korongférgek (Myzostomida)
  - osztály: Piócák vagy nadályok (Hirudinoidea)
    - alosztály: Sertés piócák (Acanthobdellida)
    - alosztály: Sima piócák
      - rend: Ormányos nadályok (Rynchobdellidea)
        - család: Lapospiócafélék (Glossiphoniidae)
        - család: Halpiócafélék (Piscicolidae)

      - rend: Állkapcsos nadályok (Gnathobdellidea)
        - család: Valódi nadályfélék (Hirudinidae)
        - család: Leveli piócafélék
        - család: Földi piócafélék

      - rend: Garatosnadályok (Pharyngobdellidea)
        - család: Garatospiócafélék